# Journal d'agriculture pratique
Le Journal d'agriculture pratique, de jardinage et d'économie domestique est une revue fondée en 1837 par Jacques Alexandre Bixio et par Jean-Augustin Barral. En 1909, la revue prend le titre de Journal d'agriculture pratique. La revue cesse de paraitre en 1938. 

## Présentation

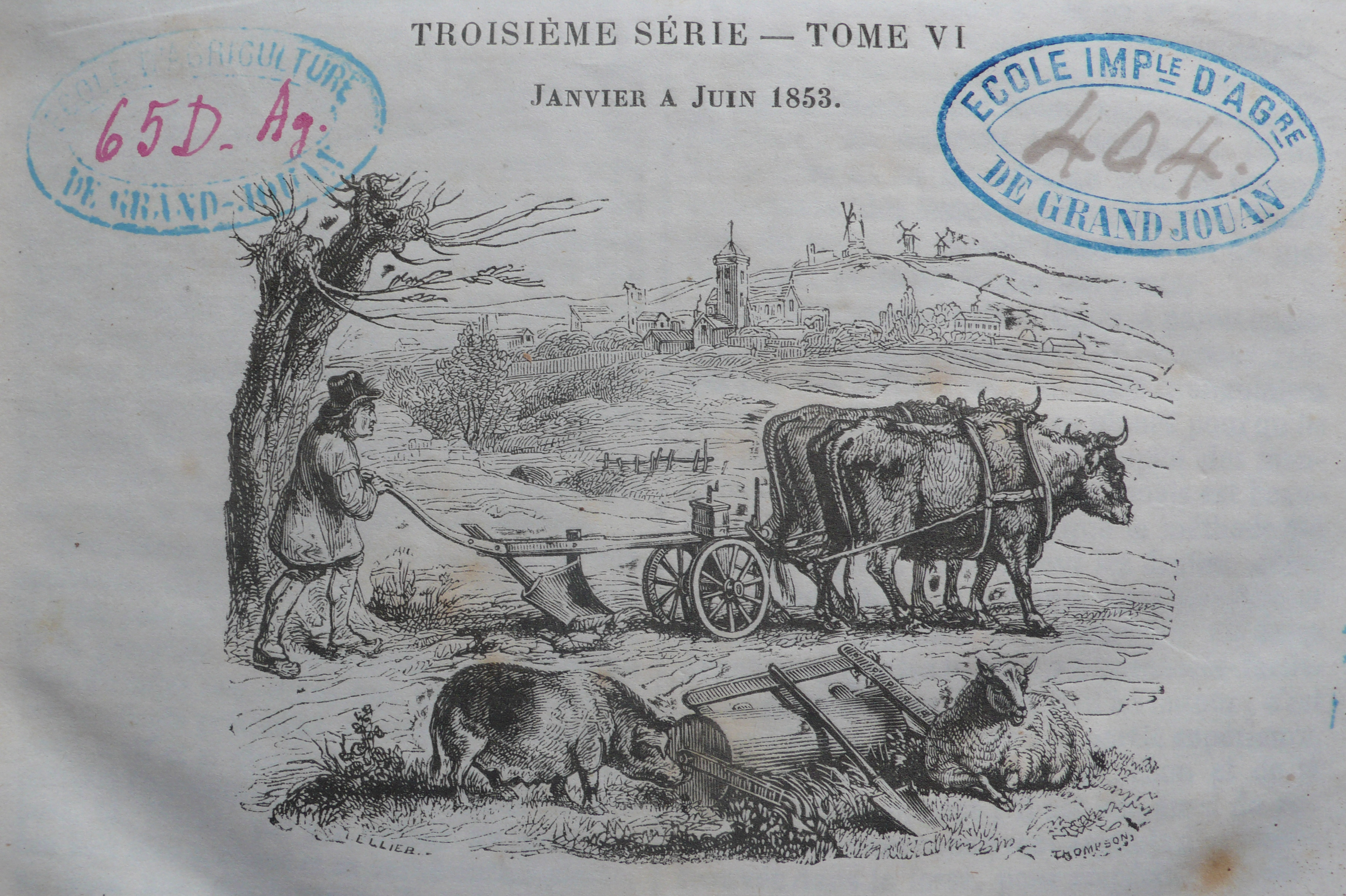
Illustration en couverture de la revue de 1837 à 1853

### Fondation du journal
Le journal est fondé en 1837, à une période marquée par de profonds changements dans la science agricole par le travail des agronomes et des écoles d'agriculture émergentes. La revue est initiée par Jacques Alexandre Bixio et Jean-Augustin Barral, qui en prend la direction à partir de 1850. Le journal est édité par la Maison rustique du XIXe siècle, encyclopédie agricole dont le rédacteur en chef est également J. A. Bixio. Il parait d'abord sous le titre : Journal d'Agriculture pratique, de jardinage et d'économie domestique.

### Scission en 1866 puis regroupement en 1909
En 1866, à la mort de Jacques Alexandre Bixio, Jean-Augustin Barral est écarté de la direction éditoriale, remplacé par Édouard Lecouteux. Il fonde alors le Journal de l’agriculture, dont il voulait faire une revue plutôt qu’un journal, pour n'y admettre que les études longues et approfondies. Ce journal parait de 1866 à 1909 date à laquelle il fusionne avec le Journal d'agriculture pratique, de jardinage et d'économie domestique.
La nouvelle revue ainsi créée de cette fusion, porte le titre de Journal d'agriculture pratique à partir de 1909,.

### Ligne éditoriale
Les thèmes abordés sont variés : agriculture et économie rurale, économie du bétail, vétérinaire, sciences appliquées, viticulture, sylviculture, sériciculture, pisciculture, apiculture, jurisprudence agricole.
La revue contient des articles scientifiques, de vulgarisation, rédigés par des spécialistes français ou étrangers, voire des propriétaires, cultivateurs. Le thèmes abordés sont très vastes, ayant trait à tout ce qui concerne la modernisation du monde agricole, l'agronomie, la chimie agricole. La revue ne contient pas de publicité et est très richement illustrée, par des gravures et des images qui encore aujourd'hui font référence pour l'illustration des races anciennes par exemple.
L'équipe qui travaille à la réalisation de ce périodique est aussi à l'initiative de la création de la Société des agriculteurs de France. Les collaborateurs de la revue étaient également proches ou membres de la Société nationale d'agriculture,.

## Collaborateurs
- Les deux rédacteurs en chef de la nouvelle revue sont Louis Grandeau, qui meurt deux années plus tard, et Henry Sagnier, dont le décès survient en 1925.

- Édouard Lecouteux : rédacteur en chef, propriétaire agriculteur, membre de la Société des agriculteurs de France et du conseil supérieur de l’agriculture, professeur d’économie rurale à l’institut national agronomique.

- A. de Céris : secrétaire de la rédaction

- L. Bourguignon : directeur gérant

- Dessinateurs (1886 - 1896) : P. Colin, Gobin, Godard, de Penne, Riocreux, Victor Rose, Clément.

## Illustrations parues dans la revue

Outils agricoles
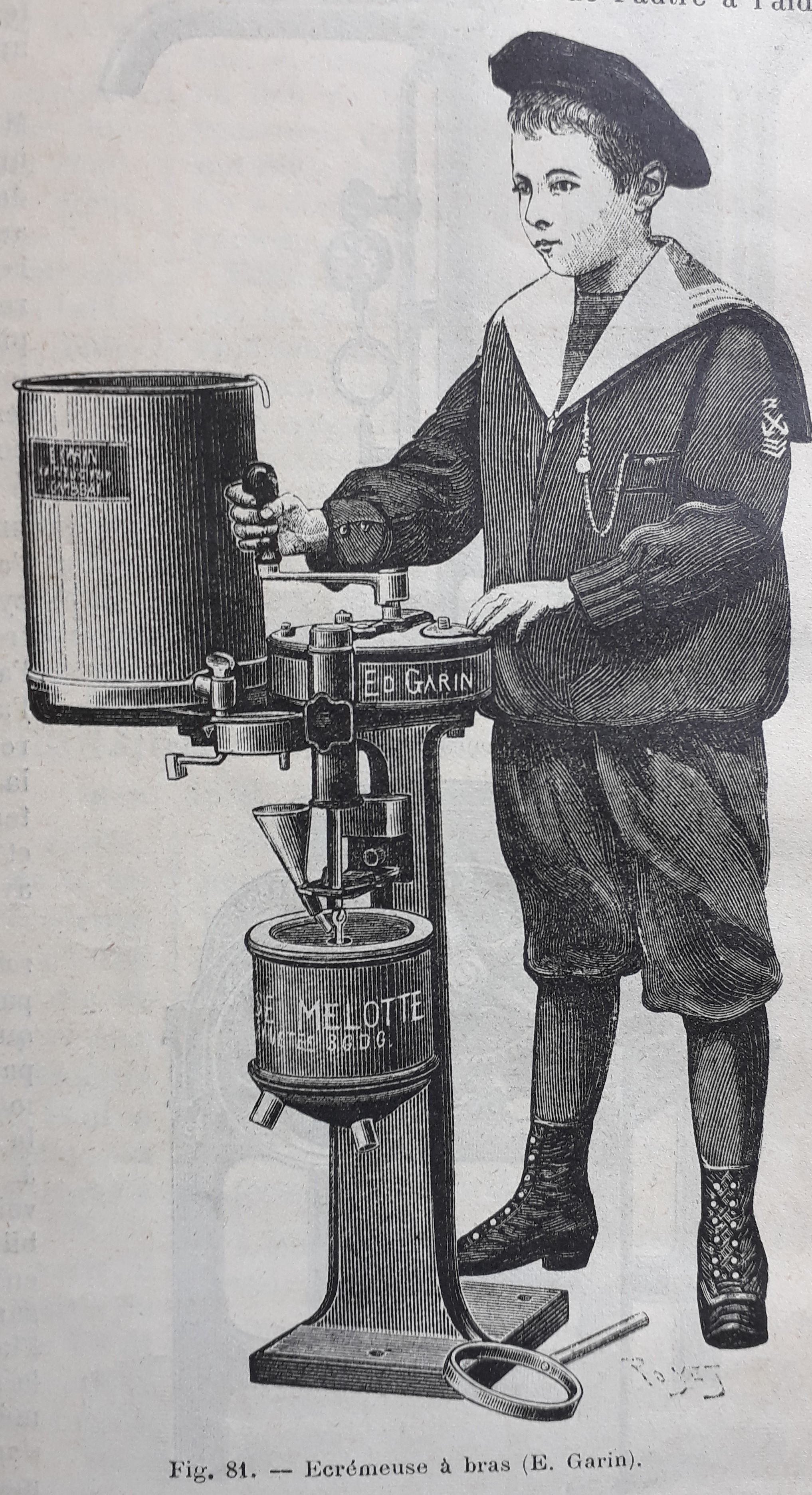
écrémeuse à bras, E. Garin
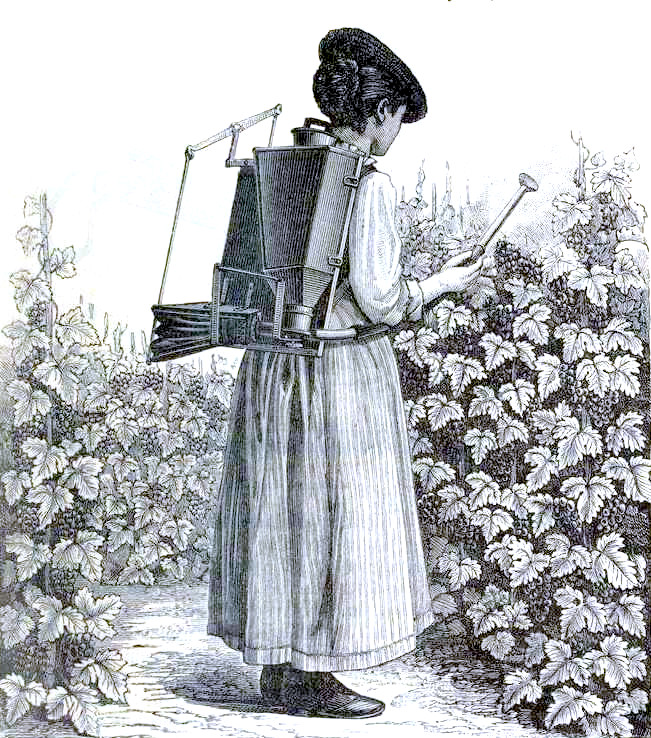
Soufreuse Phénix
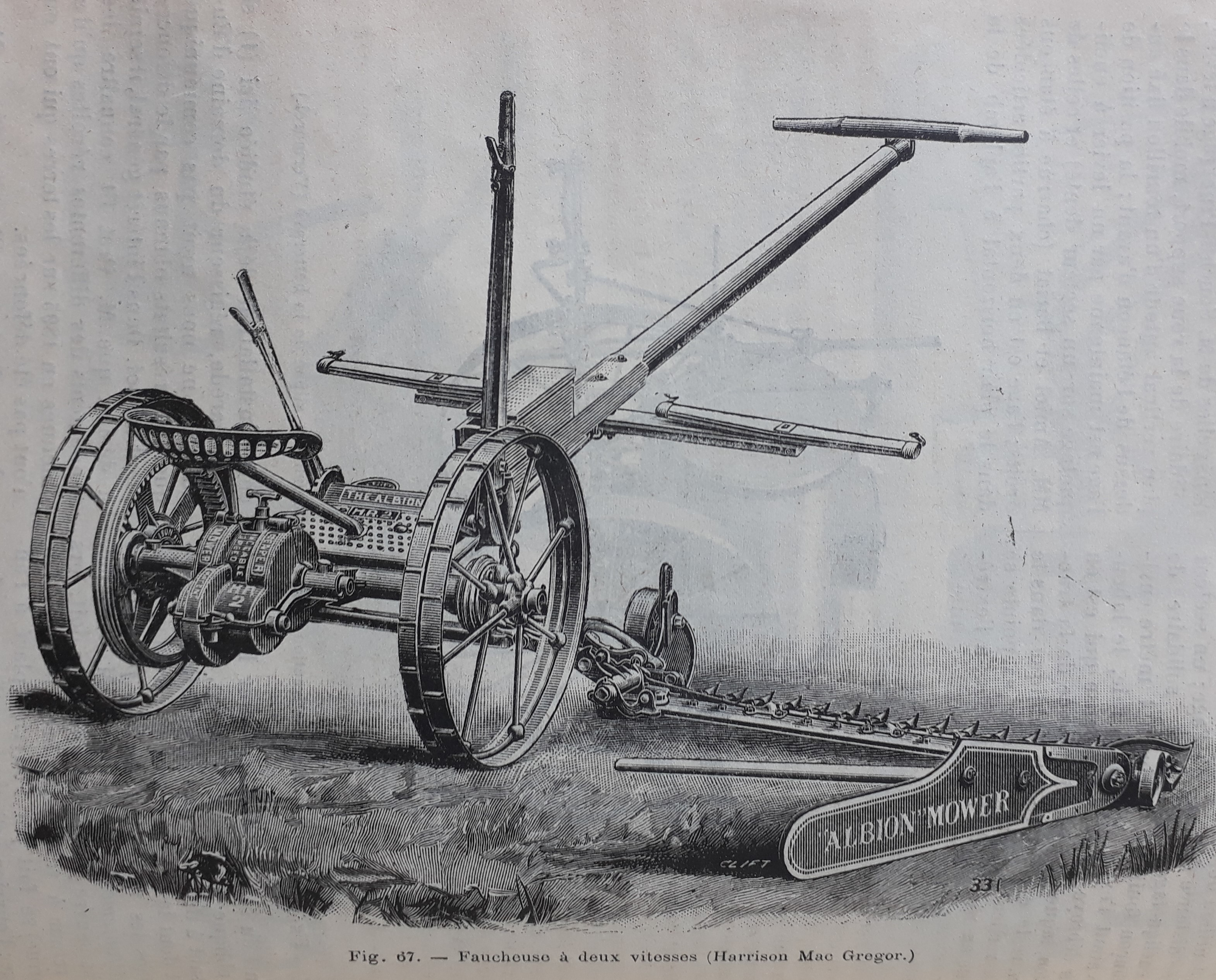
Faucheuse à deux vitesses (Harrisson Mac Gregor) - The Albion Mower
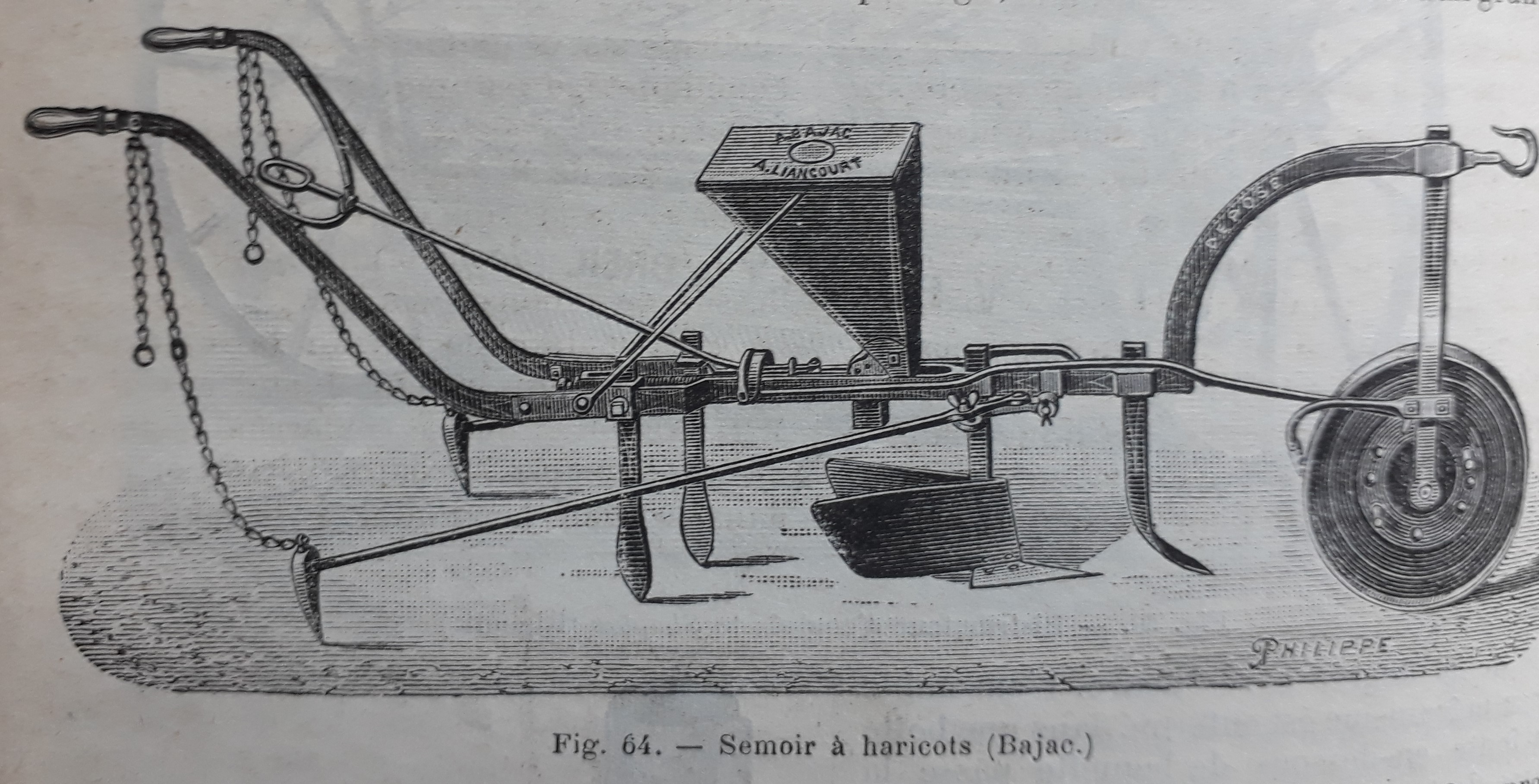
semoir à haricot (Bajac)

Races bovines
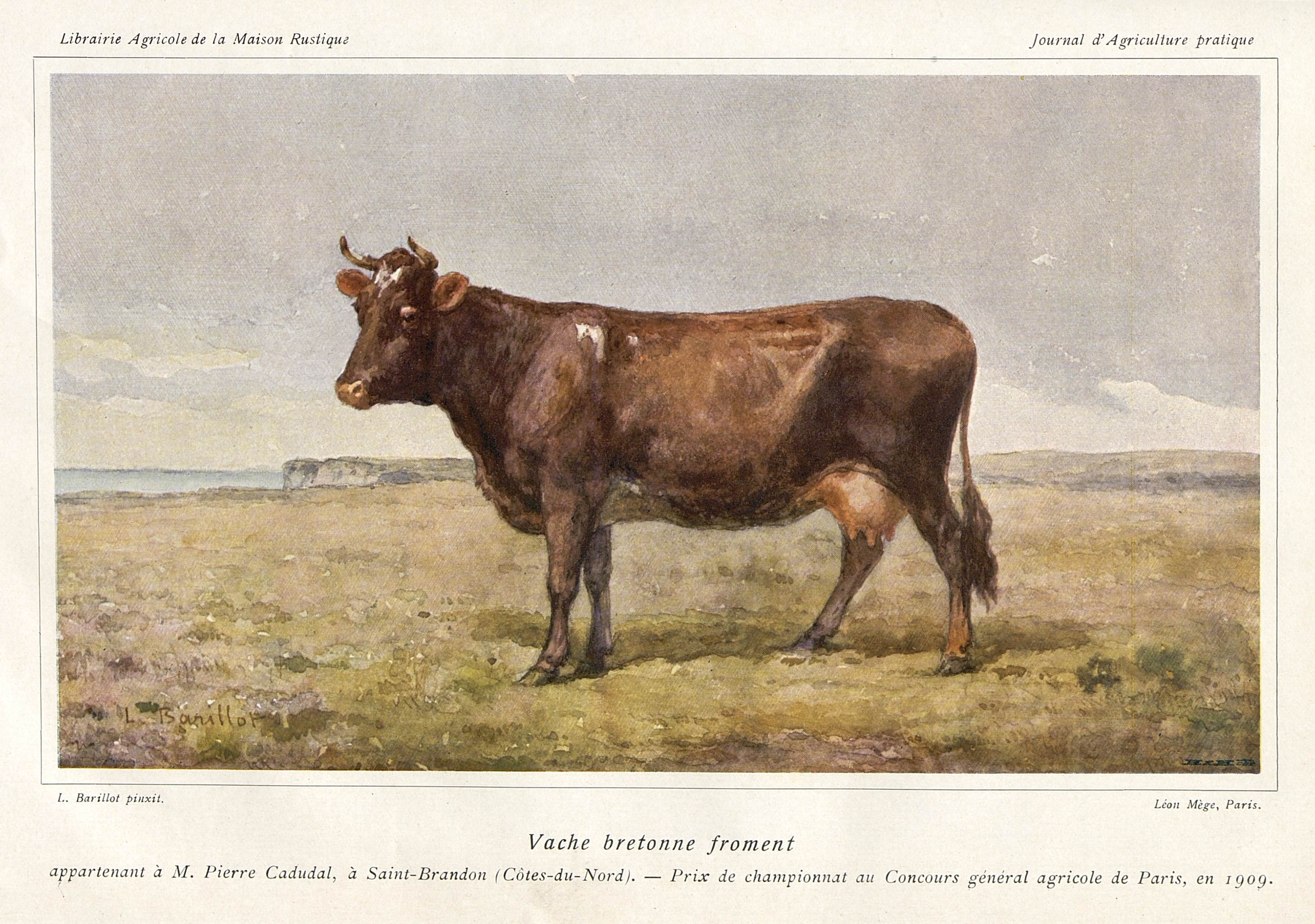
vache bretonne (froment du Léon)
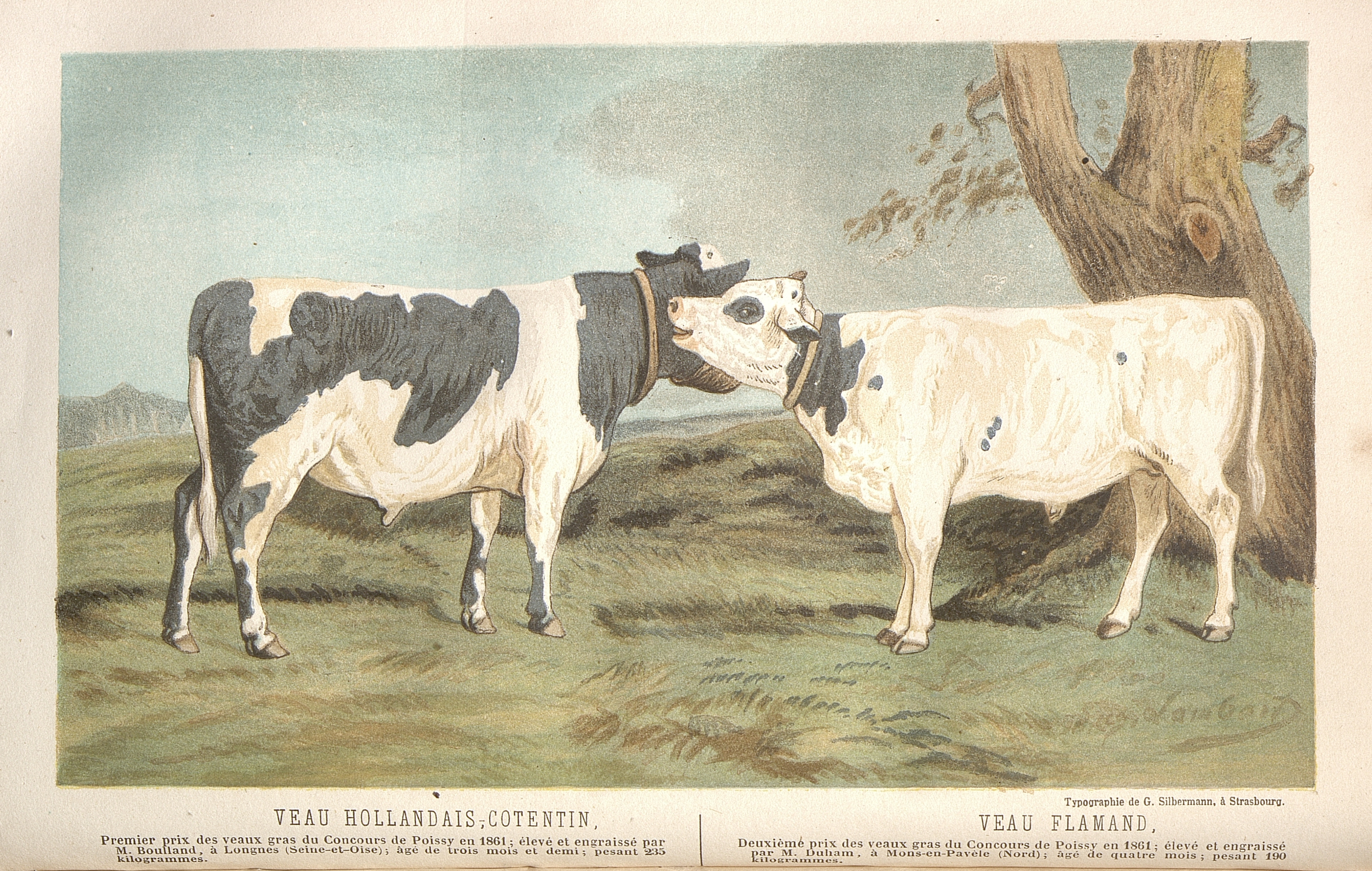
veaux hollandais-cotentin et flamand
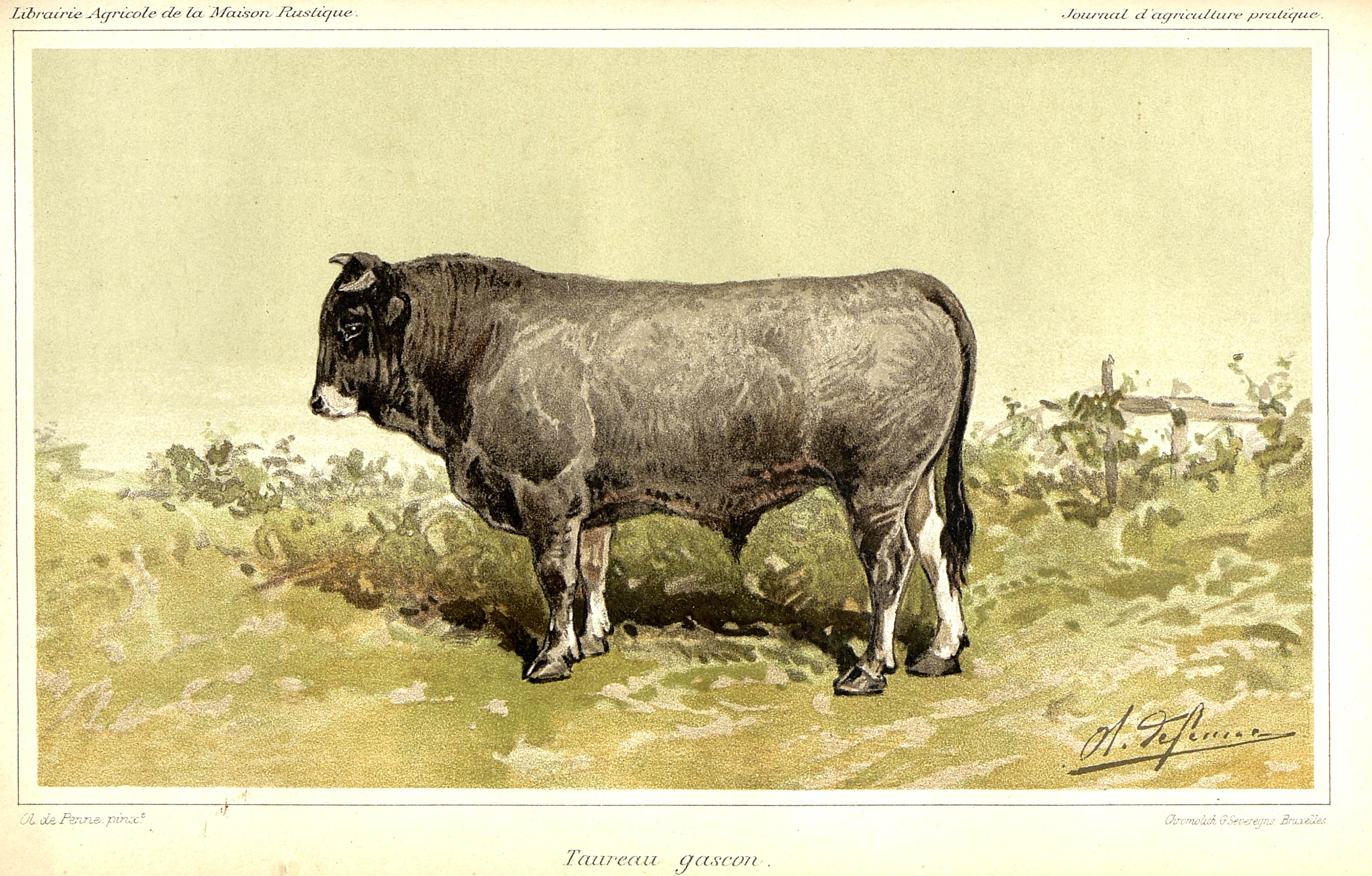
taureau gascon
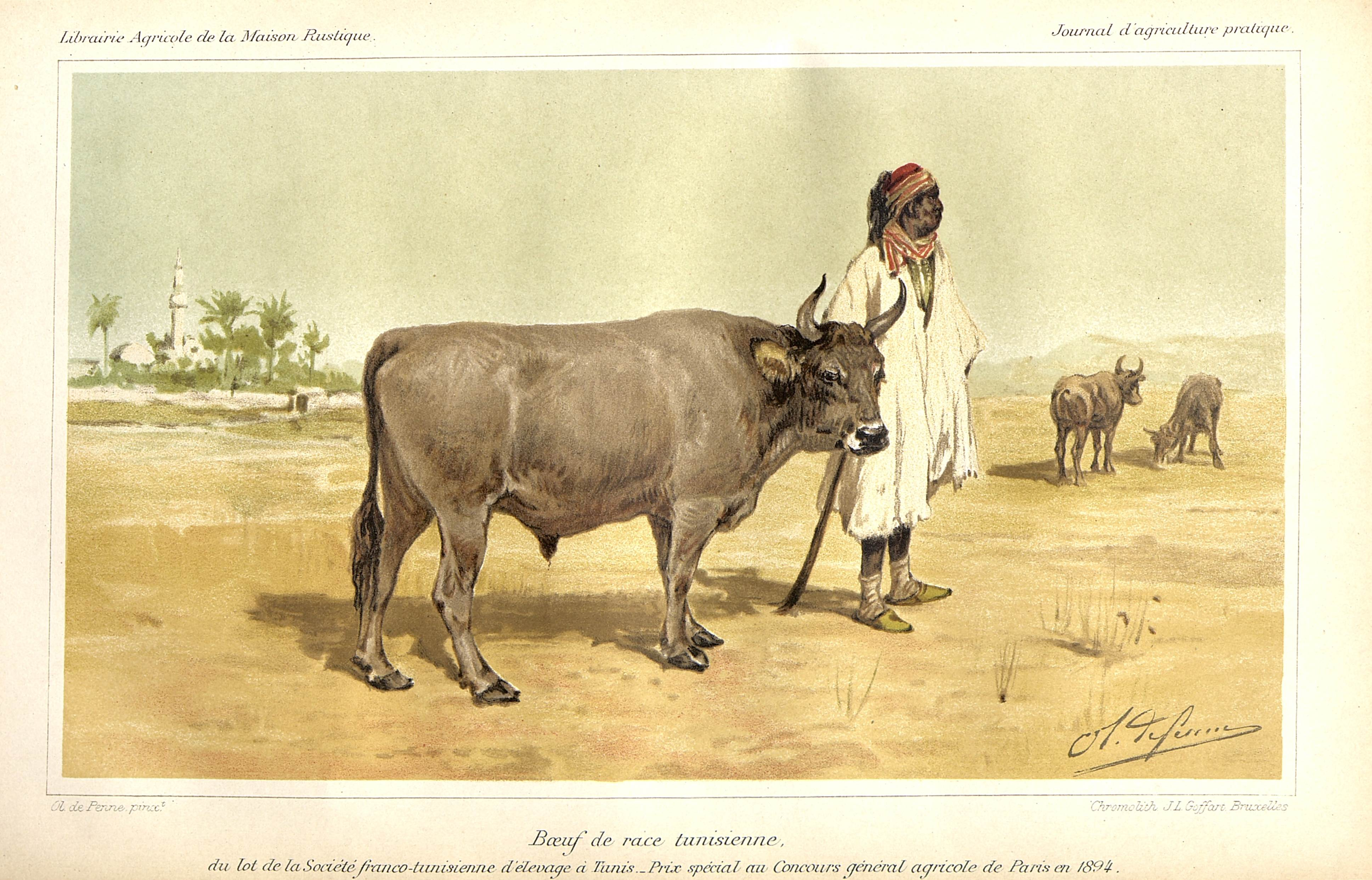
vache tunisienne
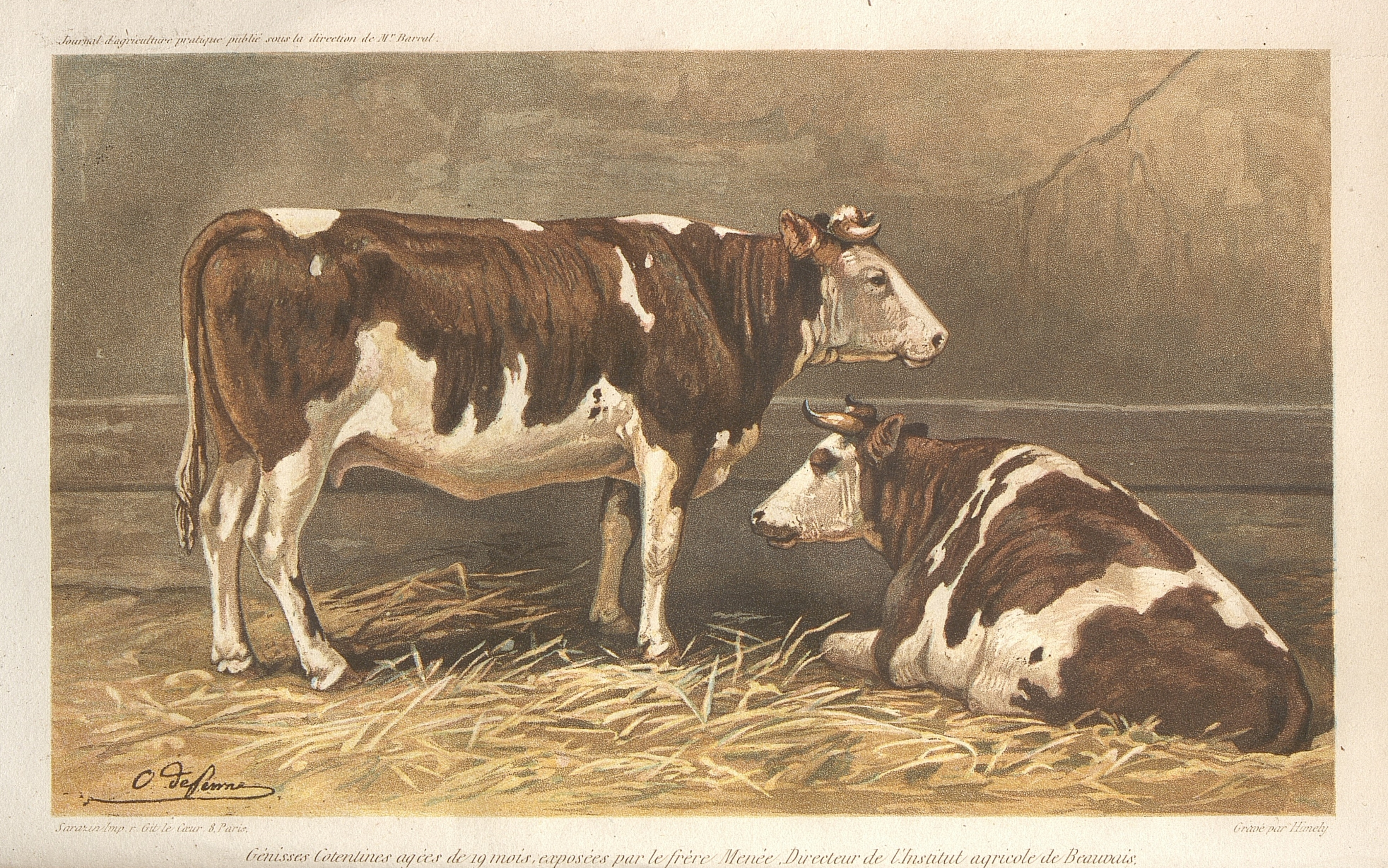
génisses de race cotentine
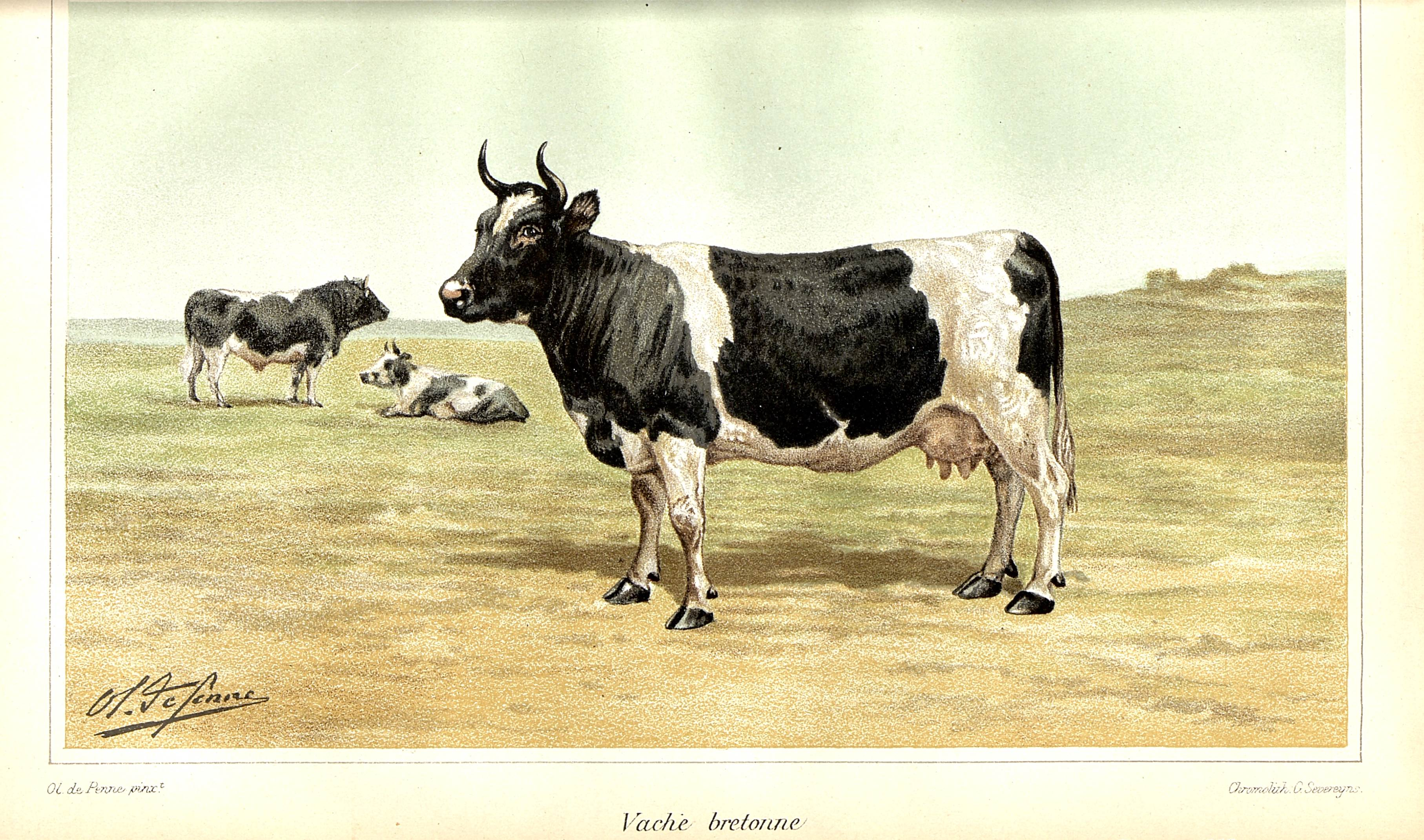
vache bretonne pie noire
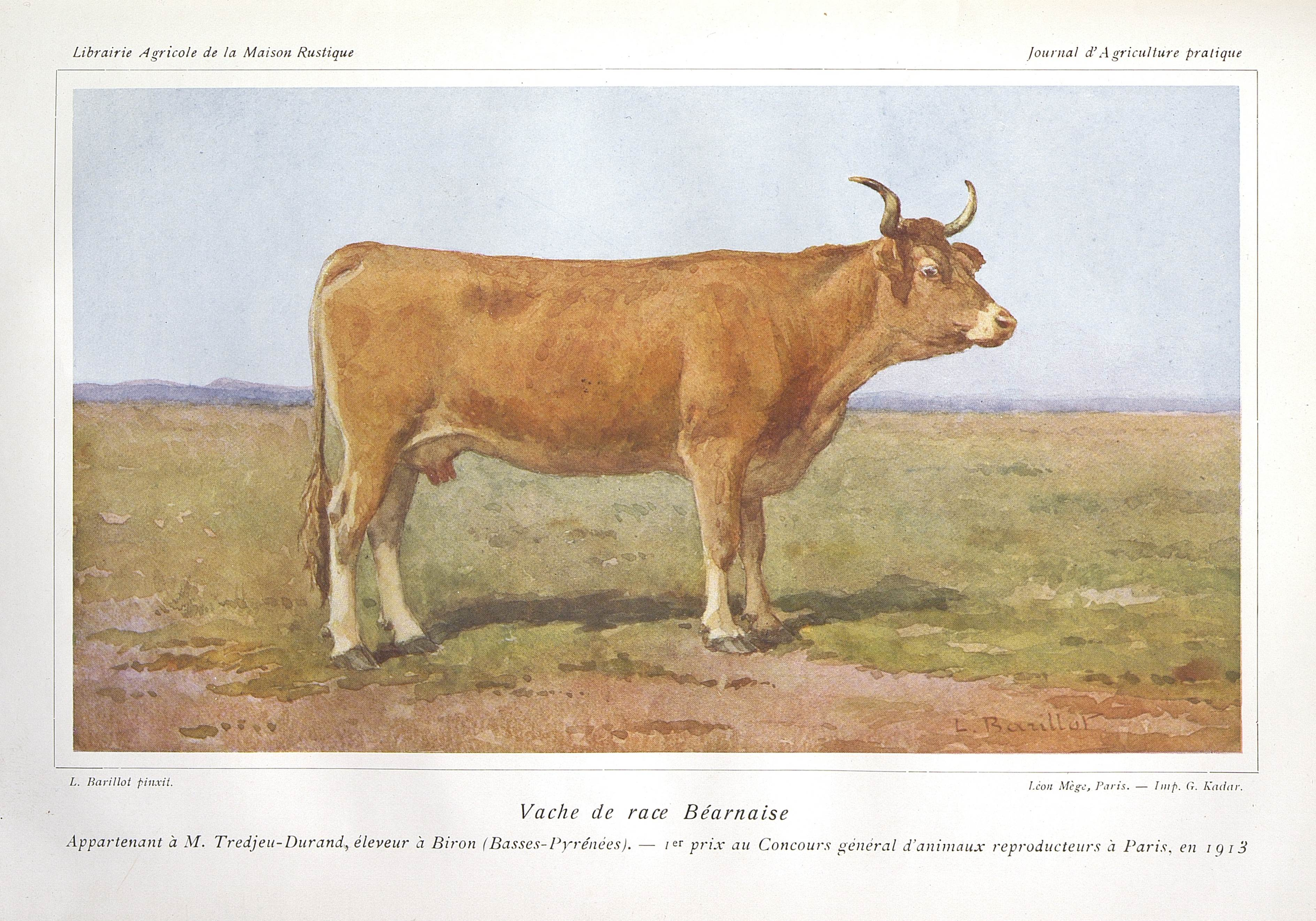
vache béarnaise
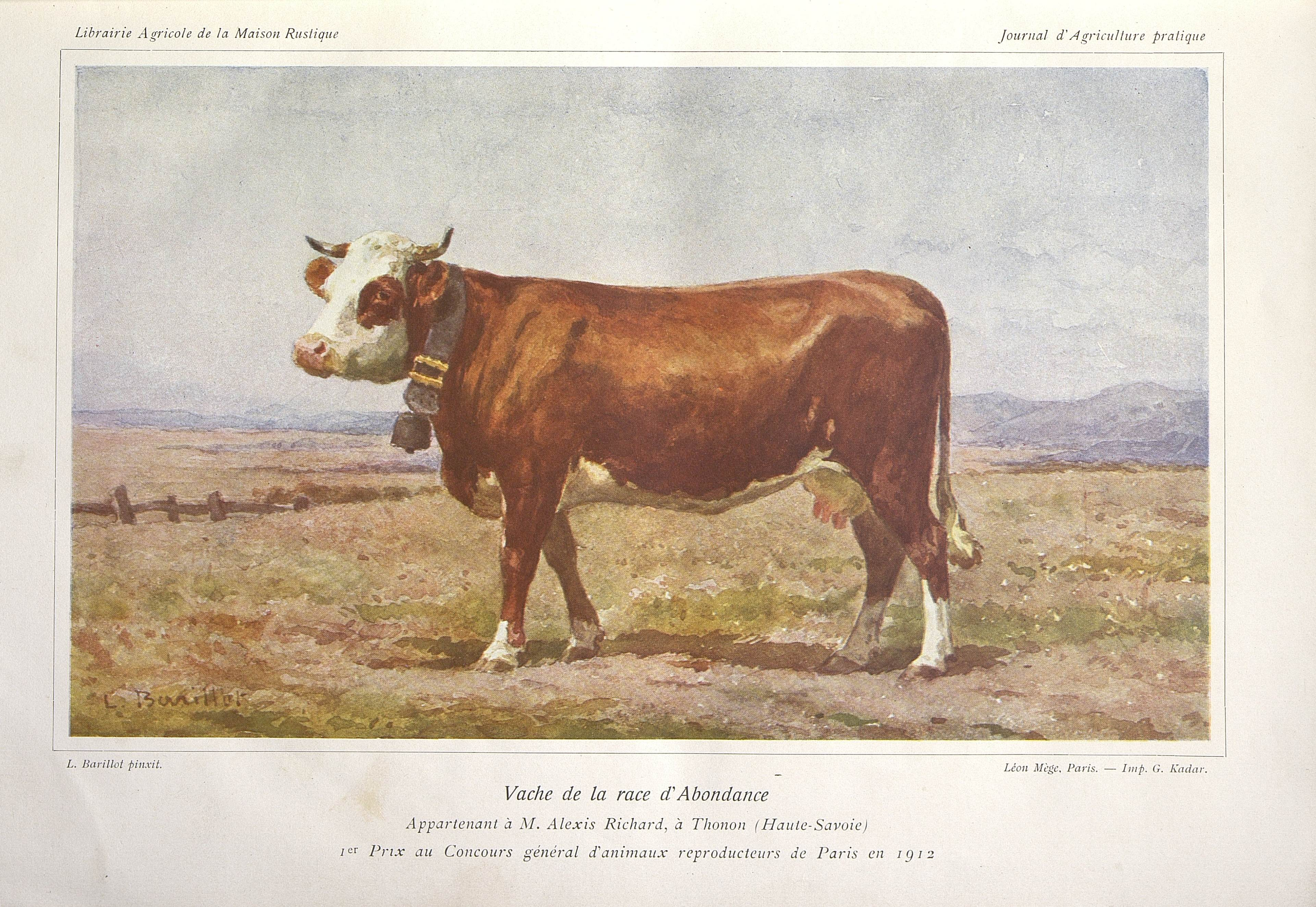
vache de la race Abondance

Races de volailles
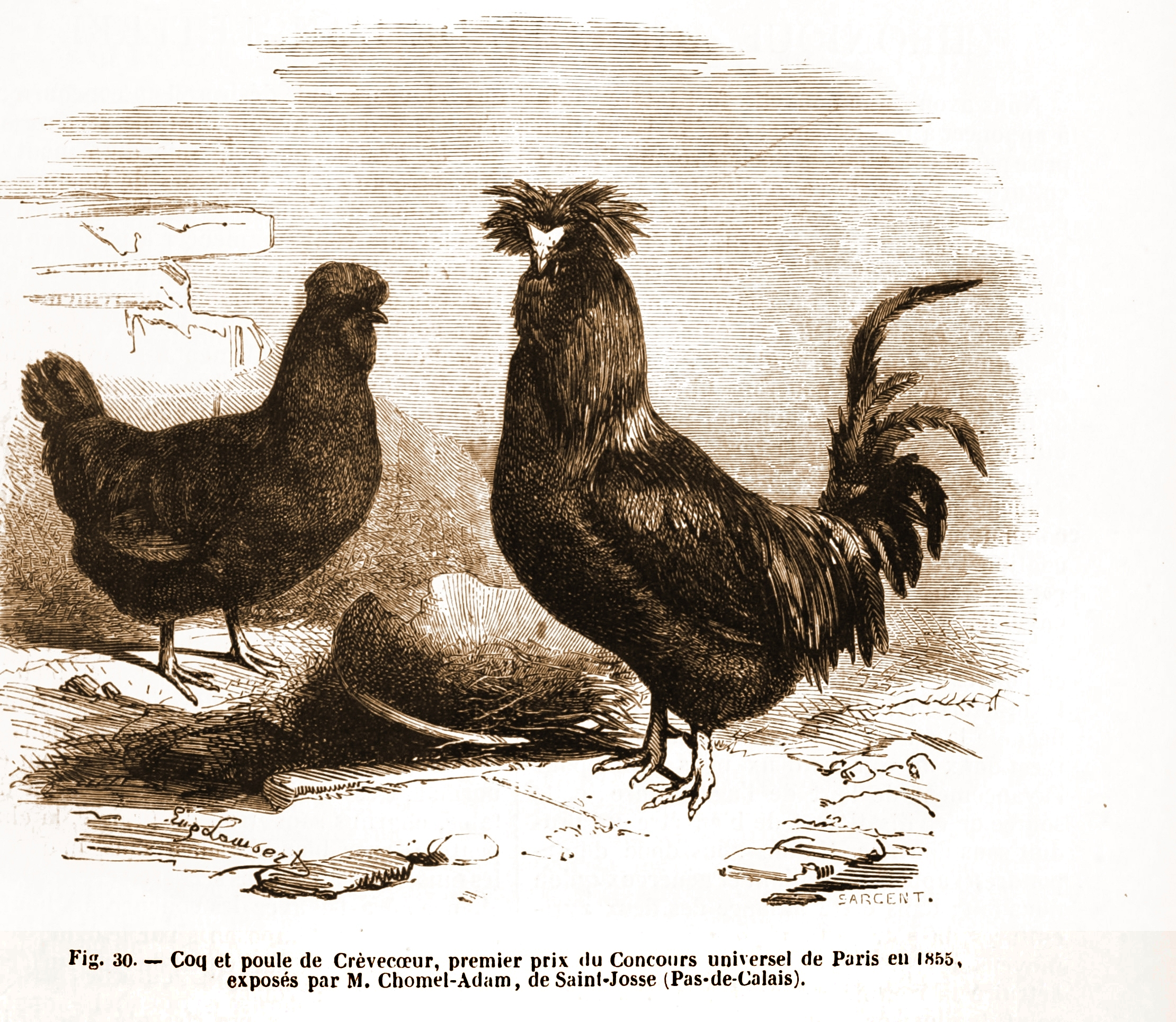
Crêvecoeur (race de poules)
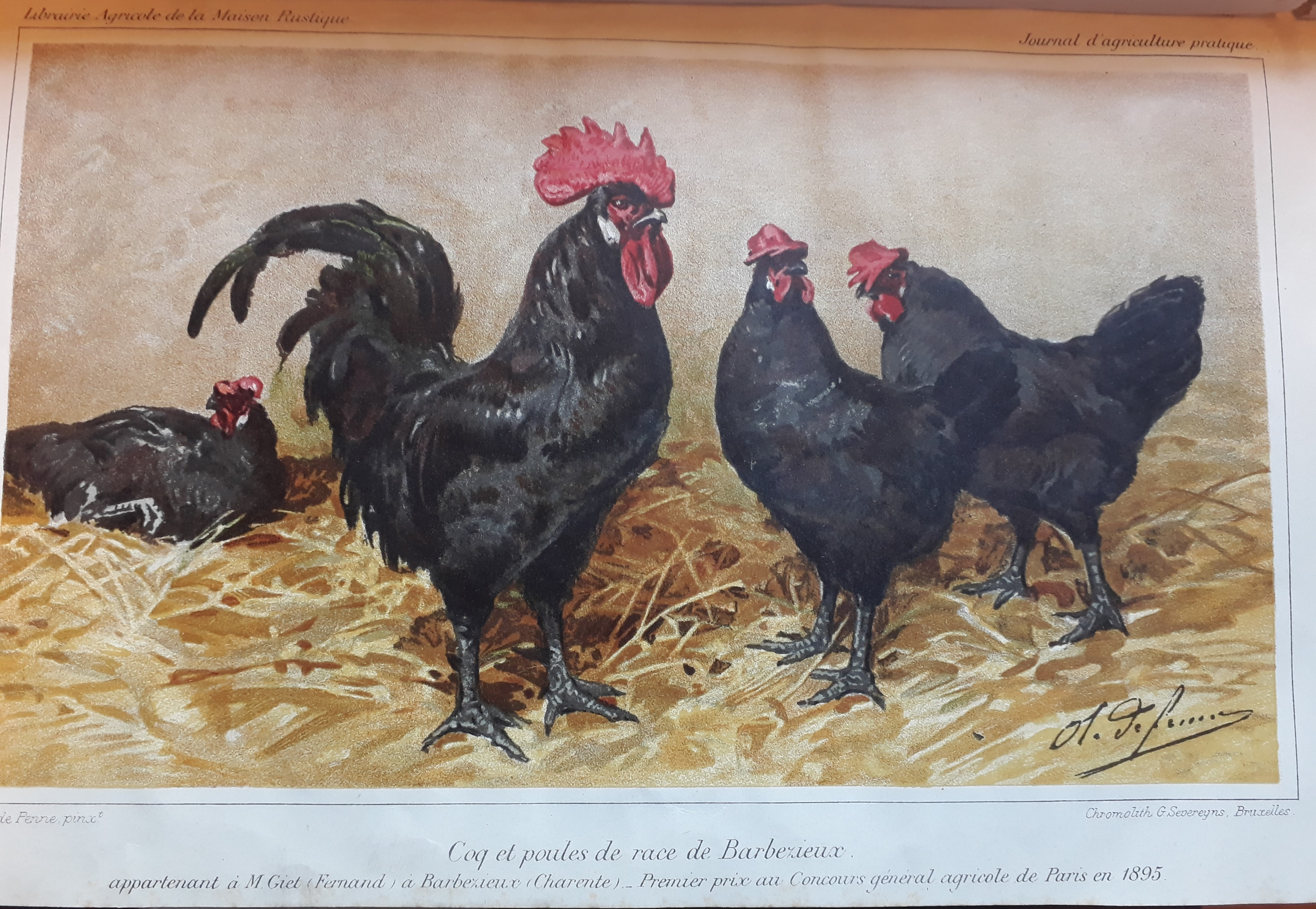
Coq et poules de race de Barbezieux